# 2 Tone
2 Tone was een Brits muzieklabel waarop voornamelijk singles van ska-(beïnvloede) bands verschenen. Het bestond tussen 1979 en 1986.

## Het begin
In 1979 brachten The Specials hun debuutsingle Gangsters uit in een oplage van 5000 exemplaren op het indielabel Rough Trade. Toen de vraag groter werd dan het aanbod en bandleider Jerry Dammers teleurgesteld raakte in de manier waarop veel platenlabels te werk gingen besloot hij er zelf een op te richten. Het werd 2 Tone, gekenmerkt door een zwart-wit blokjesmotief en een naar de jonge Peter Tosh gemodelleerde mascotte (Walt Jabsco). Jerry sloot een distributiedeal met Chrysalis die hem de mogelijkheid gaf om ook singles van andere bands uit te brengen. De eerste staat in feite op de B-kant. Vanwege de vraag naar The Selecter (een opgepoetste demo uit 1977 van Specials-drummer John Bradbury, trombonist Barry Jones en gitarist Neol Davies) werd een gelijknamige band opgericht. Ook Madness kreeg een contract voor een single aangeboden nadat zanger Suggs, bij wie Dammers had overnacht na afloop van een concert in de Londense pub Hope and Anchor, hem een demo toespeelde. Gedrieën brachten ze op 21 juli 1979 in de eveneens Londense concertzaal Electric Ballroom een voorproefje van de tournee die ze in het najaar zouden ondernemen. De formule: The Selecter warmde het publiek op, Madness voerde de sfeer verder op en The Specials traden op als hoofdact. Dexy's Midnight Runners, met wie The Specials toen al enkele keren hadden opgetreden, stonden ook op de affiche maar kwamen niet opdagen.

## 2 Tone-tournee
Toen de 2 Tone-tournee van start ging, hadden alle drie de bands top 20-hits gescoord: The Selecter met On My Radio, Madness (inmiddels onder contract bij Stiff) met The Prince en The Specials met A Message to you, Rudy. De tournee werd een groot succes, ondanks incidenten met rechts-extremisten. In november 1979 waren de 2 Tone bands in Top of the Pops te zien, zij het dat The Selecter met een archiefopname was vertegenwoordigd vanwege de voorbereidingen op een concert in Cardiff. Madness had een Amerikaanse tournee op het programma staan en nam op 14 november afscheid in Schotland. Hun vervangers waren Dexy's Midnight Runners, die voor een dosis soul zorgden maar een contract aan zich voorbij lieten gaan. Over het niet in zee gaan met 2 Tone zeiden de bandleden in New Musical Express: "We willen niet bij andermans beweging horen, we zijn zelf een beweging".
Ook UB40 verwierp elke associatie met 2 Tone, ondanks het feit dat de reggaeformatie uit Birmingham regelmatig in het voorprogramma van The Selecter stond. Saxofonist Brian Travers zei hierover tegenover NME: "De ska van vandaag is de reggae van morgen, en dan zullen de 2 Tone-fans naar ons luisteren".
Wel in zee met 2 Tone gingen The Beat en The Bodysnatchers. Eerstgenoemde band rond zanger/gitarist Dave Wakeling en de praatzingende toaster Ranking Roger bracht een single uit (een cover van Smokey Robinson & The Miracles' Tears Of A Clown) waarna ze zelf een label oprichtten (Go-Feet) en een deal sloten met Arista.
The Bodysnatchers waren pas aan hun tweede optreden toe toen ze in november 1979 werden gecontracteerd en een aanbod kregen om met The Selecter te gaan toeren. Als voorproefje was er het oudejaarsconcert in de concertzaal Dingwalls waarbij de band met zangeres Rhoda Dakar de jaren zeventig uitluidde en The Selecter de jaren '80 inwijdde. The Specials en Madness kwamen ook een kijkje nemen.

## Het ska-monster
Begin 1980 wilde Elvis Costello, producer van het debuutalbum van The Specials, een single uitbrengen op 2 Tone als overbrugging naar zijn nieuwe label F-Beat, maar Warner, distributeur van het opgeheven Radar, stak daar een juridisch stokje voor waardoor I Can't Stand Up For Falling Down niet op het label van 2 Tone mocht verschijnen. Het waren echter de fans die aan het langste eind trokken, want op het moment van de uitspraak waren de 2 Tone-persingen nog gewoon in omloop.
Het vrijgekomen serienummer TTS7 werd gebruikt voor de live ep van The Specials die in februari 1980 de Britse top 40 aanvoerde. De band toerde op dat moment door Amerika.
Ook bij The Selecter was men van mening dat de skagolf uit de hand was gelopen. In een persverklaring spraken ze over "zakenhaaien" die met een enorme voorraad badges zitten "waarvan we hopen dat geen hond ze koopt" en bands die denken dat ze alleen in aanmerking komen voor een 2 Tone-contract als ze op ska overstappen.
De tweede 2 Tone-tournee ging van start toen het debuutalbum van The Selecter (Too Much Pressure) en de geremixte single Missing Words in de schappen lagen. The Bodysnatchers begonnen als bottom of the bill, maar toen de band Holly and the Italians door het publiek werden weggepest (wat The Selecter ook betreurde) schoven de dames een plekje op. In maart scoorden ze een top 30-hit met Let's Do Rock Steady. Nieuw in de tournee waren The Swinging Cats die ska met latin en calypso vermengden maar de helft van de bezetting binnen de kortste keren zagen opstappen. Zangeres Val, met wie Jerry Dammers toen een relatie had, werd vervangen door Jayne de la Swing.
Ter overbrugging naar hun tweede album brachten The Specials in mei de single Rat Race uit. De bijbehorende videoclip werd in de ban gedaan omdat Jerry zich had verkleed als een angstaanjagende schooljuffrouw, maar desondanks werd het wederom een top 10-hit. In juni toerden ze samen met The Bodysnatchers en de Amerikaanse new wave-formatie The Go-Go's (die tussendoor ook een aantal voorprogramma's deden bij Madness).

## Begin van het einde
In juli 1980 bestond 2 Tone een jaar. Jerry wilde dat vieren met een groot concert, maar de gemeente gaf geen toestemming, en omdat alle bands een volle agenda hadden werd het jubileum afgeblazen. Daar kwam nog eens bij dat The Selecter het label verliet en rechtstreeks bij Chrysalis onder contract kwam.
The Swinging Cats brachten een single uit (Away) die een slechte recensie kreeg van NME en als eerste 2 Tone-release de top 40 niet haalde. Toen ook Jayne de la Swing opstapte en het inwerken van haar opvolgster mislukte, besloot percussionist/danser Chris Long (die ook actief was als dj onder de naam The Rhythm Doctor) te gaan zingen.
In september gingen ze op tournee met The Specials die toen het experimentele More Specials uitbrachten. Stereotype was de eerste single.
Tijdens het concert in Cambridge op 9 oktober daagde Chris Long het oververhitte publiek uit en werden Terry Hall en Jerry Dammers gearresteerd wegens aanzetten tot geweld. The Specials besloten om te stoppen met grote tournees, en The Swinging Cats gingen uit elkaar.
Ondertussen waren de singles Easy Life van The Bodysnatchers en Sea Cruise van Rico Rodriguez verschenen. The Bodysnatchers wisten geen vervolg te geven aan het Top 30-succes van Let's Do Rocksteady en kregen ruzie over de richting die ze wilden inslaan (politiek geladen reggae of gewoon leuke popliedjes). Eind oktober gaven ze hun afscheidsconcert in de Camden Music Machine. Voor de ervaren trombonist Rico Rodriguez, die met zowel The Specials, The Selecter als Madness heeft gespeeld, is 2 Tone een uitkomst nadat Island eerder dat jaar zijn contract niet wilde verlengen.
In december onderbraken The Specials hun ingelaste rustpauze om in Top of the Pops hun nieuwe single Do Nothing te playbacken. Op de B-kant stond een cover van Bob Dylans Maggie's Farm. The Beat was in dezelfde uitzending ter promotie van hun single Too Nice To Talk To, en speciaal voor die gelegenheid wisselden beide bands van bassist.

## De ska voorbij
In 1981 ging de concertfilm Dance Craze in première. Die kwam echter te laat om nog een succes te worden omdat de ska-revival in eigen land over zijn hoogtepunt heen was. The Specials scoorden nog een nr. 1-hit met het actuele Ghost Town, maar gingen in navolging van The Bodysnatchers en The Selecter uit elkaar wegens gebrek aan communicatie. Jerry Dammers maakte met John Bradbury en in eerste instantie ook Horace Panter een doorstart als The Special AKA. Hun eerste single onder die naam was The Boiler, een oud Bodysnatchersnummer (gezongen door Rhoda Dakar) dat over een verkrachting gaat. John Peel was een van de weinige dj's die het overdag durfde te draaien, waardoor het nog net een Britse top 40-hit werd. De geplande opvolger, Female Chauvinist Pig, bleef op de plank liggen. Voorjaar 1982 kwam er nieuw werk uit van Rico Rodriguez: Jama Rico met de single Jungle Music waarin de trombonist als zanger te horen is. Het album betekende niet alleen het afscheid van Rodriguez bij 2 Tone, maar ook dat van Horace Panter en Walt Jabsco die voortaan alleen nog op verzamelalbums zou worden afgebeeld.
De reden was dat Dammers 2 Tone weer wilde gebruiken om een platform te bieden aan moderne dansbare muziek, en in plaats van ska koos Dammers deze keer voor Britfunk dat een jaar eerder hoge ogen gooide. Hij contracteerde The Apollinaires en The Higsons. Van The Apollinaires verscheen de single The Feeling's Gone, met medewerking van Rhoda Dakar en blazerssectie The Swinging Laurels. The Higsons, die de carrières lanceerden van Charlie Higson en de latere Madness-collaborateur Terry Edwards, brachten twee singles uit: Tear the Whole Thing Down, een remix van Burn the Whole Thing Down Before the Yanks'll Do, en Run Me Down. Geen van beide bands kon 2 Tone nieuwe successen bezorgen omdat ook Britfunk door de vaderlandse pers als een gepasseerd station werd beschouwd.
Eind 1982 verscheen de tweede single van The Special AKA, War Crimes, dat over de oorlog in Libanon handelde en mede door de radioboycot niet in de hitlijsten kwam. Ondertussen waren de opnamen voor het Special AKA-album begonnen, wat niet meeviel omdat er geen sprake was van een hecht collectief zoals de originele Specials. De kosten liepen hoog op, vandaar dat in de zomer van 1983 de volgende single verscheen, Racist Friend/Bright Lights, beide nummers geschreven door Dick Cuthell en gezongen door Rhoda Dakar en Stan Campbell (Blacks opvolger in de nadagen van de oorspronkelijke Selecter). Racist Friend is een oproep om het contact met racisten - vrienden, familie, of wie dan ook - direct te verbreken, tenzij ze tot inkeer komen. Bright Lights rekent af met de naïeve gedachte dat de straten van (de popscene in) Londen met goud geplaveid zijn zoals de videoclips van acts als Wham!, Duran Duran en Spandau Ballet doen geloven. De tekst leek van toepassing op Campbell die zich een jaar eerder bij The Special AKA aansloot. Hij had hoge verwachtingen van zijn samenwerking met Jerry Dammers, maar met slechts een zestigste plaats in de Britse hitlijsten werden die niet ingelost. Ook de verzamelaar This Are Two Tone, die eind 1983 werd uitgebracht, slaagde er niet in om oude tijden te laten herleven. Een 51e plaats in de Britse albumlijst gaf vooral aan dat niemand nog op ska zat te wachten, behalve een paar bands in het clubcircuit die het genre levend hielden.

## Einde van een tijdperk
The Special AKA scoorde pas in 1984 een hit met Free Nelson Mandela, maar het was niet genoeg om de torenhoge schulden terug te betalen die het album In The Studio had gemaakt. Dammers ging in staking en werd dj/anti-apartheidsactivist. In 1985 contracteerde hij The Friday Club die de single Windowshopping uitbracht. Deze soulvolle band, die door sommige recensenten met Sade werd vergeleken toerde als voorprogramma van Madness, dat zich ondertussen had ontwikkeld tot een popgroep die ook serieuze teksten bleek te kunnen schrijven. Dammers speelde mee op de dragende single Yesterday's Men van het album Mad Not Mad. In 1986 bracht John Bradbury de laatste 2 Tone-single uit met zijn band JB's Alstars. Alphabet Army ging over de stakingen in het onderwijs, waar Bradbury zelf ooit had gewerkt. 
2-Tone ging op non-actief, maar de rechten lagen nu bij Chrysalis als ruil voor de kwijtschelding van Dammers. Wel werd Dammers nog betrokken bij de samenstelling van de verzamelaar The 2 Tone Story die in 1989 uitkwam bij het tienjarig jubileum. In 1993 volgde de cd-box The Compact 2 Tone Story met singles, B-kanten, liveopnamen en rariteiten, maar ook een boekwerk van George Marshall over de geschiedenis van het label.